# Irački dinar
Irački dinar (ISO 4217: IQD, arapski:  دينار) je valuta Iraka. Dijeli se na 1000 filsa. Izdaje ga Središnja iračka banka.
Irački dinar predstavljen je 1931. godine, kada je zamijenio indijsku rupiju. Dinar je bio vezan za britansku funtu sve do 1959. godine, otkad se tečaj veže uz američki dolar. Nakon Zaljevskog rata, dinar vrlo brzo gubi na vrijednosti, tako da već 1995. godine jedan američki dolar vrijedi 3000 iračkih dinara. Trenutno irački dinar nije konvertibilan za druge valute.
U optjecju se nalaze novčanice od: 50, 250, 500, 1000, 5000, 10000 i 25000 dinara.

## Vanjske poveznice
- Coalition Provisional Authority and the Iraqi dinar  Arhivirana inačica izvorne stranice od 15. svibnja 2007. (Wayback Machine)